# Nannaria terricola
Nannaria terricola är en mångfotingart som först beskrevs av Williams och Hefner 1928.  Nannaria terricola ingår i släktet Nannaria och familjen Xystodesmidae. Inga underarter finns listade i Catalogue of Life.